# Volcan Cerro Blanco
Volcan Cerro Blanco är en vulkan i Mexiko.   Den ligger i delstaten Sonora, i den nordvästra delen av landet, 1 500 km nordväst om huvudstaden Mexico City. Toppen på Volcan Cerro Blanco är 846 meter över havet, eller 129 meter över den omgivande terrängen. Bredden vid basen är 5,4 kilometer.
Terrängen runt Volcan Cerro Blanco är huvudsakligen lite kuperad.  Trakten runt Volcan Cerro Blanco är nära nog obefolkad, med mindre än två invånare per kvadratkilometer. Närmaste större samhälle är Tepache, 8,0 km söder om Volcan Cerro Blanco. I omgivningarna runt Volcan Cerro Blanco växer huvudsakligen savannskog.